# Гуго I де Бо
Гуго I де Бо (фр. Hugues I de Baux, ум. после 1059) — сеньор де Бо. 
Сын Понса Юного. Считается основателем дома де Бо. Первым прибавил к своему имени фамилию де Бо. Упомянут в булле папы Бенедикта VIII в 1024 как сеньор Бо, Монпаона и Мейрарга. Воспользовался ослаблением королевской власти в Провансе в период правления Рудольфа III Бургундского для увеличения своих владений. 
Жена: Инаурис д'Апт, дочь Гильома, сеньора д'Апт
Дети:
- Гильом Гуго де Бо
- Понс
- Гуго